# Vietnam na letních olympijských hrách
Vietnam na letních olympijských hrách startuje od roku 1980. Toto je přehled účastí, medailového zisku a vlajkonošů na dané sportovní události.

## Účast na Letních olympijských hrách
| Dějiště LOH            | LOH      | Vlajkonoš                      | Zlatá medaile | Stříbrná medaile | Bronzová medaile | Celkem |
| ---------------------- | -------- | ------------------------------ | ------------- | ---------------- | ---------------- | ------ |
| 1980 Moskva            | LOH 1980 |                                |               |                  |                  | 0      |
| 1984 Los Angeles       | 1984     |                                |               |                  |                  | Ne     |
| 1988 Soul              | LOH 1988 |                                |               |                  |                  | 0      |
| 1992 Barcelona         | LOH 1992 |                                |               |                  |                  | 0      |
| 1996 Atlanta           | LOH 1996 | Hữu Huy Nguyễn                 |               |                  |                  | 0      |
| 2000 Sydney            | LOH 2000 | Trương Ngọc Để                 |               | 1                |                  | 1      |
| 2004 Athény            | LOH 2004 | Nhung Bùi Thị                  |               |                  |                  | 0      |
| 2008 Peking            | LOH 2008 | Nguyễn Đình Cương              |               | 1                |                  | 1      |
| 2012 Londýn            | LOH 2012 | Nguyen Tien Nhat               |               |                  | 1                | 1      |
| 2016 Rio de Janeiro    | LOH 2016 | Vũ Thành An                    | 1             | 1                |                  | 2      |
| 2020 Tokio             | LOH 2020 | Quách Thị Lan Nguyễn Huy Hoàng |               |                  |                  | 0      |
| 2024 Paříž             | LOH 2024 |                                |               |                  |                  | x      |
| Celkem                 | 10       |                                | 1             | 3                | 1                | 5      |
| Zdroj na Olympedia.org |          |                                |               |                  |                  |        |